# Abraxas semilivens
Abraxas semilivens är en fjärilsart som beskrevs av Eugen Wehrli 1935. Abraxas semilivens ingår i släktet Abraxas och familjen mätare. Inga underarter finns listade i Catalogue of Life.